# Елери Кларк
Бостон
Елери Хардинг Кларк (енгл. Ellery Harding Clark; Ист Роксбури Масачусетс 13. март 1874 — Бостон, 17. фебруар 1949) је амерички атлетичар, који се такмичио се у скоку увис и скоку удаљ. Учествовао је на првим Олимпијским играма 1896. у Атини.
У време одржавања Игара у Атини, био је студент Харвард универзитета. Универзитет му је одобрио одсуство за време трајања такмичења, због добрих оцена, за разлику од Џејмса Конолија који је морао да напусти факултет због учешћа на Олимпијади. Кларк је изабрао да се такмичи у скоку увис, скоку удаљ и бацању кугле, јер је он био десетобојац, али те дисциплине није било у програму Олимпијских игара 1896.
У скоку увис је остварио резултат од 1,81 м, што је био за 16 цм бољи резултат од његових земљака, Џејмса Конолија и Роберта Гарета који су поделили друго место. У дисциплини скок удаљ, иста тројица такмичара су освојила медаље. Кларку је поново припало злато са прескочених 6,35 м, док је сребро освојио Гарет са прескочених 6,00 м. Коноли је овога пута остварио за 16 цм слабији резултат од Гарета па му је припала бронзана медаља.
Кларк је још наступао и у бацању кугле али његов резултат није остао забележен. Познато је само да је био у групи такмичара која се пласирала на позиције од петог до деветог места.
Учествовао је и на Олимпијским играма 1904. у Сент Луису. Такмичио се у десетобоју. Такмичење је морао да напусти после пет дисциплина због бронхитиса, али је без обзира на то у коначном пласману био шести. Када је престао да се бави десетобојем, прешао је на брзо ходање, у којем се такмичио све док није напунио 56 година.
Поред тога што је био успешан спортиста, био је још и адвокат, писац, тренер и професор. Написао је 19 књига, од којих је једна и екранизована.